# Championnat d'Égypte de football 2013-2014
Navigation
Édition précédente Édition suivante
La saison 2014 du Championnat d'Égypte de football est la 57e édition du championnat de première division égyptien. Cette saison, vingt-deux clubs prennent part au championnat organisé par la fédération. Les équipes sont regroupées au sein de deux poules où elles rencontrent leurs adversaires deux fois, à domicile et à l'extérieur. Les deux premiers de chaque poule jouent ensuite la poule pour le titre.
C'est le tenant du titre, Al Ahly SC, qui est à nouveau sacré cette saison après avoir terminé en tête de la poule finale, devant Smouha SC et le Zamalek. Il s'agit du 37e titre de champion d'Égypte de l'histoire du club, le huitième consécutif.

## Équipes

### Stades et localisation
| Club                | Ville               | Stade                               | Capacité |
| ------------------- | ------------------- | ----------------------------------- | -------- |
| Al Ahly SC          | Le Caire            | Stade international du Caire        | 75 000   |
| Ittihad Alexandrie  | Alexandrie          | Stade d'Alexandrie                  | 13 660   |
| Arab Contractors SC | Le Caire            | Stade Osman Ahmed Osman             | 35 000   |
| El Dakhleya         | Le Caire            | Stade El Shorta                     | 20 000   |
| Al Entag Al Harby   | Le Caire            | Stade Al Salam                      | 30 000   |
| El Gouna FC         | Hurghada            | Stade d'El Gouna                    | 13 000   |
| ENPPI Club          | Le Caire            | Petro Sport Stadium                 | 25 000   |
| Ghazl El Mahallah   | El-Mahalla El-Kubra | Stade d'El Mahalla                  | 29 000   |
| Haras El-Hedood     | Alexandrie          | Stade El Max                        | 22 000   |
| Ismaily SC          | Ismaïlia            | Stade d'Ismaily                     | 16 000   |
| Ittihad Al Shorta   | Le Caire            | Stade El Shorta                     | 20 000   |
| Misr El Maqasa      | Fayoum              | Fayoum Stadium                      | 10 000   |
| Petrojet FC         | Suez                | Suez Stadium                        | 25 000   |
| Qanah FC            | -                   | Stade d'Ismaily                     | 16 000   |
| Smouha              | Alexandrie          | Stade d'Alexandrie                  | 13 660   |
| Tala'ea El Geish    | Le Caire            | Gehaz El Reyada Stadium             | 22 000   |
| Bani Suef           | Beni Suef           | Bani Suef Stadium                   | 10 000   |
| El Raja             | -                   | Stade El Max                        | 22 000   |
| Zamalek SC          | Le Caire            | Stade international du Caire        | 75 000   |
| Wadi Degla          | Le Caire            | Stade militaire académique du Caire | 22 000   |
| Menya               | El Minya            | Stade El Sohag                      | -        |
| Al-Masry Club       | Port-Saïd           | Suez Stadium                        | 25 000   |

## Compétition

### Première phase
Le classement est établi sur le barème de points classique (victoire à 3 points, match nul à 1, défaite à 0). Pour départager les égalités, on tient d'abord compte de la différence de buts générale, puis du nombre de buts marqués, puis des confrontations directes.
| Rang | Équipe                | Pts | J  | G  | N  | P  | Bp | Bc | Diff |
| ---- | --------------------- | --- | -- | -- | -- | -- | -- | -- | ---- |
| 1    | Al Ahly SCT           | 40  | 20 | 12 | 4  | 5  | 30 | 10 | +20  |
| 2    | Smouha                | 35  | 20 | 10 | 5  | 5  | 24 | 20 | +4   |
| 3    | Ittihad Alexandrie    | 31  | 20 | 7  | 10 | 3  | 20 | 17 | +3   |
| 4    | Al Moqaouloun Al Arab | 30  | 20 | 7  | 9  | 4  | 27 | 17 | +10  |
| 5    | El Gouna FC           | 26  | 20 | 7  | 5  | 8  | 17 | 16 | +1   |
| 6    | El Dakhleya FC        | 25  | 20 | 5  | 10 | 5  | 18 | 19 | -1   |
| 7    | Misr El Maqasa        | 24  | 20 | 5  | 9  | 6  | 17 | 22 | -5   |
| 8    | ENPPI Club            | 22  | 20 | 4  | 10 | 6  | 19 | 19 | 0    |
| 9    | El Raja Marsa MatruhP | 21  | 20 | 5  | 6  | 9  | 23 | 34 | -11  |
| 10   | Ghazl El Mahallah     | 19  | 20 | 3  | 10 | 7  | 13 | 21 | -8   |
| 11   | Al Entag Al Harby     | 14  | 20 | 2  | 8  | 10 | 15 | 28 | -13  |

| Rang | Équipe               | Pts | J  | G  | N  | P  | Bp | Bc | Diff |
| ---- | -------------------- | --- | -- | -- | -- | -- | -- | -- | ---- |
| 1    | Zamalek SC           | 35  | 20 | 10 | 5  | 5  | 35 | 21 | +14  |
| 2    | Petrojet FC          | 35  | 20 | 9  | 8  | 3  | 28 | 17 | +11  |
| 3    | Ittihad Al Shorta    | 35  | 20 | 9  | 8  | 3  | 25 | 16 | +9   |
| 4    | Ismaily SC           | 32  | 20 | 8  | 8  | 4  | 24 | 16 | +8   |
| 5    | Tala'ea El Geish     | 25  | 20 | 5  | 10 | 5  | 19 | 17 | +2   |
| 6    | Wadi Degla SC        | 24  | 20 | 6  | 6  | 8  | 26 | 24 | +2   |
| 7    | Al-Masry Club        | 24  | 20 | 5  | 9  | 6  | 17 | 20 | -3   |
| 8    | Haras El-Hedood Club | 24  | 20 | 6  | 6  | 8  | 11 | 15 | -4   |
| 9    | Telephonat Bani Suef | 22  | 20 | 4  | 10 | 6  | 16 | 22 | -6   |
| 10   | Olympic El Qanah FCP | 22  | 20 | 5  | 7  | 8  | 14 | 24 | -10  |
| 11   | El Minya SCP         | 12  | 20 | 3  | 3  | 14 | 15 | 38 | -23  |

### Barrage de relégation
| 26 juin 2014 | El Raja Marsa Matruh | 1 - 0 | Telephonat Bani Suef |  |  |
|              |                      |       |                      |  |  |

### Poule pour le titre
| Rang | Équipe      | Pts | J | G | N | P | Bp | Bc | Diff |  | Résultats (▼ dom., ► ext.) | Ahl | Smo | Zam | Pet |
| ---- | ----------- | --- | - | - | - | - | -- | -- | ---- |  | -------------------------- | --- | --- | --- | --- |
| 1    | Al Ahly SCT | 7   | 3 | 2 | 1 | 0 | 5  | 0  | +5   |  | Al Ahly SCT                |     | 0-0 | 1-0 | 4-0 |
| 2    | Smouha      | 7   | 3 | 2 | 1 | 0 | 6  | 2  | +4   |  | Smouha                     |     |     | 2-1 | 4-1 |
| 3    | ZamalekC    | 3   | 3 | 1 | 0 | 2 | 3  | 3  | 0    |  | ZamalekC                   |     |     |     | 2-0 |
| 4    | Petrojet    | 0   | 3 | 0 | 0 | 3 | 1  | 10 | -9   |  | Petrojet                   |     |     |     |     |

| Légende : Qualifications et relégations | Légende : Qualifications et relégations                |
| --------------------------------------- | ------------------------------------------------------ |
|                                         | Qualification pour la Ligue des champions 2015         |
|                                         | Qualification pour la Coupe de la confédération 2015   |
|                                         | T : Tenant du titre C : Vainqueur de la Coupe d'Égypte |

## Bilan de la saison
| Championnat d'Égypte de football 2013-2014 |                                                                                         |
| Champion                                   | Al Ahly SC (37e titre)                                                                  |
| Coupes et trophées                         |                                                                                         |
| Vainqueur de la Coupe d'Égypte 2013-2014   | Zamalek SC                                                                              |
| Qualifications continentales               |                                                                                         |
| Ligue des champions 2015                   | Al Ahly SC                                                                              |
| Ligue des champions 2015                   | Smouha SC                                                                               |
| Coupe de la confédération 2015             | Zamalek SC                                                                              |
| Coupe de la confédération 2015             | Petrojet FC                                                                             |
| Promotions et relégations                  |                                                                                         |
| Promus en Egyptian Premier League          | Alaab Damanhour                                                                         |
| Promus en Egyptian Premier League          | Al Nasr Le Caire                                                                        |
| Promus en Egyptian Premier League          | Alassiouty Sport                                                                        |
| Relégués en Egyptian Second League         | Telephonat Bani Suef Ghazl El-Mahalla El Entag El Harby Olympic El Qanah FC El Minya SC |

## Statistiques

### Meilleurs buteurs
mis à jour le 11 novembre 2013
| Rang | Joueur             | Club                 | Buts |
| ---- | ------------------ | -------------------- | ---- |
| 1    | John Antoi         | Ismaily SC           | 4    |
| 2    | Khaled Qamar       | Ittihad Al Shorta    | 3    |
| 3    | Mohamed Sallim     | Arab Contractors SC  | 2    |
| 3    | Mostafa Talaat     | Wadi Degla           | 2    |
| 3    | Islam Gamal        | Tala'ea El Geish     | 2    |
| 3    | Saladin Said       | Wadi Degla           | 2    |
| 4    | Ernest Papa Arko   | Smouha Sporting Club | 1    |
| 4    | Saleh Gomaa        | ENPPI                | 1    |
| 4    | Shamsudeen Tijani  | Arab Contractors SC  | 1    |
| 4    | Ahmed Ali          | Zamalek SC           | 1    |
| 4    | Ahmed Eid          | Zamalek SC           | 1    |
| 4    | Ahmed Temsah       | El Dakhleya          | 1    |
| 4    | Godji              | Qanah                | 1    |
| 4    | Hesham Abou Khalil | Petrojet             | 1    |
| 4    | Hossam Arafat      | Ghazl El Mahallah    | 1    |